# Tannodia tenuifolia
Tannodia tenuifolia là một loài thực vật có hoa trong họ Đại kích. Loài này được (Pax) Prain miêu tả khoa học đầu tiên năm 1912.